# Altaneira
Altaneira is een gemeente in de Braziliaanse deelstaat Ceará. De gemeente telt 6.834 inwoners (schatting 2009).
De gemeente grenst aan Assaré, Farias Brito en Nova Olinda.